# Xenophidion
Xenophidion is een geslacht van slangen uit de familie Xenophidiidae.

## Naam en indeling
De wetenschappelijke naam van de groep werd voor het eerst voorgesteld door Rainer Günther en Ulrich Manthey in 1995. Het is het enige geslacht uit de monotypische familie Xenophidiidae, er zijn twee soorten.

### Soorten
Het geslacht omvat de volgende soorten, met de auteur en het verspreidingsgebied.
| Naam                       | Auteur                  | Verspreidingsgebied               |
| -------------------------- | ----------------------- | --------------------------------- |
| Xenophidion acanthognathus | Günther & Manthey, 1995 | Maleisië (Borneo; Sabah, Sarawak) |
| Xenophidion schaeferi      | Günther & Manthey, 1995 | Westelijk Maleisië (Selangor)     |

## Verspreiding en habitat
De slangen leven in Azië en komen endemisch voor in delen van Maleisië. De habitat bestaat uit vochtige tropische en subtropische

## Beschermingsstatus
Door de internationale natuurbeschermingsorganisatie IUCN is aan beide soorten een beschermingsstatus toegewezen. De status van de slangen wordt beschouwd als 'onzeker' (Data Deficient of DD).